# Hawangen
Hawangen település Németországban, azon belül Bajorországban. Lakosainak száma 1304 fő (2023. december 31.).

## Népesség
A település népessége az elmúlt években az alábbi módon változott:
| Lakosok száma | 549  | 1138 | 1017 | 1019 | 1321 | 1322 | 1336 | 1343 | 1307 | 1304 |
|               | 1875 | 1950 | 1975 | 1987 | 2012 | 2014 | 2016 | 2017 | 2021 | 2023 |